# Caroline Smit
Caroline Smit (7 september 1962) is een voormalig Nederlands softballer.
Smit, een rechtshandige derde honkvrouw, was langdurig international van het Nederlands damessoftbalteam. Ze nam met dit team deel aan vele toernooien en Europese kampioenschappen. Voor haar verdiensten werd zij in 1991 opgenomen in de Hall of Fame van de European Softball Federation ESF.